# Saint-Jean-de-Monts
Saint-Jean-de-Monts ist eine französische Gemeinde mit 8809 Einwohnern (Stand 1. Januar 2022), die an der Côte de Lumière im Département Vendée in der Region Pays de la Loire gelegen ist. Insbesondere in den Sommermonaten ist der Badeort an der Atlantikküste sehr gut besucht.

## Geographie
Die Stadt liegt im Westen des Départements der Vendée zwischen Notre-Dame-de-Monts und Saint-Hilaire-de-Riez, am Beginn der Côte de Lumière. Saint-Jean-de-Monts ist durch eine mit Pinien bepflanzte Dünenlandschaft in zwei Teile geteilt, welche die Stadt von Norden nach Süden durchläuft. Das Herz der Stadt liegt östlich der Dünenlandschaft, während das Meeresufer westlich davon liegt; beide Teile sind durch den mindestens 200 Meter breiten Wald getrennt und lediglich durch Wanderpfade und einige Alleen miteinander verbunden.
Der Strand ist der Magnet der Stadt und genießt aufgrund seiner Länge von acht Kilometern, seiner freien Zugänglichkeit und der niedrigen Wellenhöhe einen hervorragenden Ruf. Tatsächlich verhält sich das Meer meist ruhig und steigt nur langsam aufgrund der nur sehr schwach steigenden Sanddünen, die im seichten Wasser beginnen. Bei einer starken Ebbe zieht sich das Meer sehr weit zurück und bietet für Sportler aller Art und für Fischer zu Fuß einen idealen Platz.
Die Sümpfe (Marais) und der Wald gehören zu den ökologischen Sehenswürdigkeiten, nicht zuletzt auch als Kontrast zu den Immobilien, die seit den 1960er und 1970er Jahren entstanden.
|  |  |

## Bevölkerungsentwicklung
| Jahr      | 1962 | 1968 | 1975 | 1982 | 1990 | 1999 | 2007 |
| Einwohner | 4715 | 5146 | 5540 | 5435 | 5959 | 6886 | 7699 |

## Sonstiges
Die Eröffnungssequenz von Jean-Pierre Melvilles Film Der Chef wurde im Winter 1971/72 an der Strandpromenade gedreht.